# Ban Chấp hành Trung ương Đảng Cộng sản Việt Nam khóa IV
Đại hội Đảng Cộng sản Việt Nam IV đã bầu ra Ban Chấp hành Trung ương khóa IV (1976-1982) gồm 101 ủy viên chính thức và 32 ủy viên dự khuyết.

## Các Hội nghị
| Hội nghị TW lần thứ | Bắt đầu-Kết thúc | Thời gian | Nội dung chính |
| ------------------- | ---------------- | --------- | --- |
| 1                   | 21/12/1976       | 1 ngày    | Ban Chấp hành Trung ương họp bầu Lê Duẩn được bầu làm Tổng Bí thư. Bầu Bộ Chính trị và Ban Bí thư. |
| 2                   | 22/6-4/7/1977    | 14 ngày   | Hội nghị bàn về nhiệm vụ phát triển nông nghiệp, lâm nghiệp, ngư nghiệp trong kế hoạch 5 năm 1976-1980. |
| 3                   | 6-16/12/1977     | 11 ngày   | Hội nghị thảo luận về tình hình kinh tế 2 năm 1976-1977, đề ra nhiệm vụ cấp bách của kế hoạch nhà nước năm 1978. |
| 4                   | 14/7-21/7/1978   | 8 ngày    | Hội nghị bàn về kiện toàn tổ chức, cải tiến chế độ làm việc, về tình hình và nhiệm vụ mới. |
| 5                   | 12/1978          | -         | Hội nghị bàn về nhiệm vụ lớn: ổn định đời sống nhân dân, tăng cường quốc phòng và an ninh, bảo vệ Tổ quốc và tiếp tục xây dựng cơ sở vật chất cho Chủ nghĩa xã hội.                                                                                    |
| 6                   | 15/8-23/8/1979   | 9 ngày    | Hội nghị tổng kết tình hình xây dựng Chủ nghĩa xã hội, bảo vệ tổ quốc 4 năm 1976-1979 và vạch ra nhiệm vụ cấp bách trước mắt. Hội nghị thông qua nghị quyết về phương hướng, nhiệm vụ phát triển công nghiệp hàng tiêu dùng và công nghiệp địa phương. |
| 7                   | 11/3/1980        | 1 ngày    | Hội nghị quyết định một số vấn đề cơ bản về cán bộ và công tác cán bộ của Đảng trong tình hình mới. |
| 8                   | 4-10/9/1980      | 7 ngày    | Hội nghị bàn về Dự thảo Hiến pháp mới nước Cộng hòa Xã hội chủ nghĩa Việt Nam. |
| 9                   | 3-10/12/1980     | 10 ngày   | Hội nghị bàn về phương hướng, nhiệm vụ phát triển kinh tế xã hội năm 1981. |
| 10                  | 9/10-3/11/1981   | 27 ngày   | Hội nghị bàn về những văn kiện sẽ trình bày tại Đại hội đại biểu toàn quốc lần thứ V của Đảng. |
| 11                  | 7-16/12/1981     | 10 ngày   | Hội nghị bàn về phương hướng nhiệm vụ kinh tế xã hội năm 1982. |
| 12                  | 26/2-8/3/1982    | 9 ngày    | Hội nghị bàn về công tác chuẩn bị cho Đại hội đại biểu toàn quốc lần thứ V của Đảng. |

## Ủy viên chính thức
| STT | Họ và tên         |
| --- | ----------------- |
| 1   | Lê Đức Anh        |
| 2   | Hoàng Anh         |
| 3   | Đặng Quốc Bảo     |
| 4   | Nguyễn Lương Bằng |
| 5   | Nguyễn Thanh Bình |
| 6   | Hoàng Cầm         |
| 7   | Nguyễn Văn Chí    |
| 8   | Trường Chinh      |
| 9   | Lê Quang Chữ      |
| 10  | Nguyễn Côn        |
| 11  | Võ Chí Công       |
| 12  | Lê Duẩn           |
| 13  | Văn Tiến Dũng     |
| 14  | Trần Hữu Dực      |
| 15  | Phan Văn Đáng     |
| 16  | Lê Quang Đạo      |
| 17  | Nguyễn Thị Định   |
| 18  | Trần Độ           |
| 19  | Ngô Duy Đông      |
| 20  | Trần Đông         |
| 21  | Võ Thúc Đồng      |
| 22  | Phạm Văn Đồng     |
| 23  | La Lâm Gia        |
| 24  | Võ Nguyên Giáp    |
| 25  | Song Hào          |
| 26  | Lê Văn Hiền       |
| 27  | Trần Văn Hiển     |
| 28  | Lê Quang Hòa      |
| 29  | Trần Quốc Hoàn    |
| 30  | Phạm Hùng         |
| 31  | Trần Quang Huy    |
| 32  | Trần Quốc Hương   |
| 33  | Tố Hữu            |

| STT | Họ và tên         |
| --- | ----------------- |
| 34  | Nguyễn Xuân Hữu   |
| 35  | Đặng Hữu Khiêm    |
| 36  | Nguyễn Hữu Khiếu  |
| 37  | Đoàn Khuê         |
| 38  | Trần Kiên         |
| 39  | Phạm Văn Kiết     |
| 40  | Võ Văn Kiệt       |
| 41  | Hoàng Văn Kiểu    |
| 42  | Nguyễn Lam        |
| 43  | Nguyễn Quang Lâm  |
| 44  | Vũ Lập            |
| 45  | Nguyễn Thành Lê   |
| 46  | Trần Lê           |
| 47  | Vũ Đình Liệu      |
| 48  | Vũ Ngọc Linh      |
| 49  | Nguyễn Văn Linh   |
| 50  | Trần Văn Long     |
| 51  | Lê Văn Lương      |
| 52  | Lê Hiến Mai       |
| 53  | Nguyễn Hữu Mai    |
| 54  | Chu Huy Mân       |
| 55  | Hoàng Trường Minh |
| 56  | Đỗ Mười           |
| 57  | Lê Thanh Nghị     |
| 58  | Đồng Sĩ Nguyên    |
| 59  | Đỗ Văn Nguyện     |
| 60  | Nguyễn Thị Như    |
| 61  | Lê Văn Phẩm       |
| 62  | Bùi Phùng         |
| 63  | Hà Thị Quế        |
| 64  | Nguyễn Quyết      |
| 65  | Trần Quyết        |
| 66  | Trần Quỳnh        |

| STT | Họ và tên                    |
| --- | ---------------------------- |
| 67  | Bùi San                      |
| 68  | Trần Sâm                     |
| 69  | Phan Ngọc Sến                |
| 70  | Trần Văn Sớm                 |
| 71  | Bùi Quang Tạo                |
| 72  | Nguyễn Đức Tâm               |
| 73  | Hà Kế Tấn                    |
| 74  | Lê Trọng Tấn                 |
| 75  | Nguyễn Cơ Thạch              |
| 76  | Hoàng Văn Thái               |
| 77  | Tạ Hồng Thanh                |
| 78  | Võ Văn Thạnh                 |
| 79  | Hoàng Minh Thảo (từ 11/1981) |
| 80  | Tôn Đức Thắng                |
| 81  | Lê Việt Thắng                |
| 82  | Lê Quốc Thân                 |
| 83  | Nguyễn Thị Thập              |
| 84  | Hoàng Minh Thi               |
| 85  | Đặng Thí                     |
| 86  | Đinh Đức Thiện               |
| 87  | Mai Chí Thọ                  |
| 88  | Lê Đức Thọ                   |
| 89  | Nguyễn Thành Thơ             |
| 90  | Nguyễn Đức Thuận             |
| 91  | Xuân Thủy                    |
| 92  | Trần Văn Trà                 |
| 93  | Nguyễn Duy Trinh             |
| 94  | Nguyễn Ngọc Trìu             |
| 95  | Trần Nam Trung               |
| 96  | Đàm Quang Trung              |
| 97  | Vũ Tuân                      |
| 98  | Phan Trọng Tuệ               |
| 99  | Đào Duy Tùng (từ 11/1981)    |
| 100 | Hoàng Tùng                   |
| 101 | Nguyễn Thị Bạch Tuyết        |
| 102 | Hoàng Quốc Việt              |
| 103 | Nguyễn Vịnh                  |

## Ủy viên dự khuyết
| STT | Họ và tên                   |
| --- | --------------------------- |
| 1   | Nguyễn Chấn                 |
| 2   | Cao Đăng Chiếm              |
| 3   | Đỗ Chính                    |
| 4   | Nguyễn Văn Chính (Chín Cần) |
| 5   | Nguyễn Ngọc Cừ              |
| 6   | Trần Hữu Dư                 |
| 7   | Nguyễn Đáng                 |
| 8   | Trần Hanh                   |
| 9   | Lê Ngọc Hiền                |
| 10  | Đặng Vũ Hiệp                |
| 11  | Hoàng Văn Hiều              |

| STT | Họ và tên        |
| --- | ---------------- |
| 12  | Vũ Thị Hồng      |
| 13  | Y Ngông Niê KĐam |
| 14  | Lê Khắc          |
| 15  | Bùi Thanh Khiết  |
| 16  | Trương Văn Kiện  |
| 17  | Trần Lâm         |
| 18  | Nguyễn Tường Lân |
| 19  | Y Một (Y Pah)    |
| 20  | Lương Văn Nghĩa  |
| 21  | Hồ Nghinh        |
| 22  | Vũ Oanh          |

| STT | Họ và tên                     |
| --- | ----------------------------- |
| 23  | Trần Phương                   |
| 24  | Nguyễn Văn Sĩ (Ksor Kron)     |
| 25  | Hoàng Minh Thảo (đến 11/1981) |
| 26  | Hoàng Thế Thiện               |
| 27  | Lê Phước Thọ                  |
| 28  | Nguyễn Hữu Thụ                |
| 29  | Lê Văn Tri                    |
| 30  | Đào Duy Tùng (đến 11/1981)    |
| 31  | Nguyễn Đình Tứ                |
| 32  | Trần Vỹ                       |

## Ủy viên Bộ Chính trị
- Ủy viên chính thức:

1. Lê Duẩn (Tổng Bí thư)
2. Trường Chinh
3. Phạm Văn Đồng
4. Phạm Hùng
5. Lê Đức Thọ
6. Võ Nguyên Giáp
7. Nguyễn Duy Trinh
8. Lê Thanh Nghị
9. Trần Quốc Hoàn
10. Văn Tiến Dũng
11. Lê Văn Lương
12. Nguyễn Văn Linh
13. Võ Chí Công
14. Chu Huy Mân
15. Tố Hữu (bổ sung từ tháng 3/1980).

- Ủy viên dự khuyết:

1. Tố Hữu (đến tháng 3/1980)
2. Võ Văn Kiệt
3. Đỗ Mười

Bộ Chính trị ngày 3-1-1977 phân công công tác các ủy viên Bộ Chính trị, ngoài Lê Duẩn, Tổng Bí thư Ban Chấp hành Trung ương Đảng, là người đứng đầu Bộ Chính trị và Ban Bí thư:
- Phụ trách công tác Đảng và dân vận:
  - Trường Chinh - chủ trì công tác của Bộ Chính trị khi Lê Duẩn đi vắng, phụ trách công tác lý luận của Trung ương Đảng, Bí thư Đảng đoàn kiêm Chủ tịch Ủy ban Thường vụ Quốc hội
  - Lê Đức Thọ - phụ trách công tác tổ chức
  - Nguyễn Duy Trinh - Thường trực Ban Bí thư
  - Nguyễn Văn Linh - phụ trách dân vận và mặt trận
  - Tố Hữu - phụ trách tuyên huấn và văn giáo.
- Phụ trách công tác chính quyền:
  - Phạm Văn Đồng - Thủ tướng Chính phủ
  - Phạm Hùng - Phó Thủ tướng thường trực
  - Võ Nguyên Giáp - Phó Thủ tướng phụ trách quốc phòng và khoa học - kỹ thuật
  - Lê Thanh Nghị - Phó Thủ tướng, Chủ nhiệm Ủy ban Kế hoạch nhà nước, phụ trách công tác quan hệ kinh tế với nước ngoài
  - Trần Quốc Hoàn - Bộ trưởng Bộ nội vụ và Trưởng ban Nội chính của Trung ương Đảng
  - Võ Chí Công - Phó Thủ tướng phụ trách khối nông nghiệp, lâm nghiệp, hải sản
  - Đỗ Mười - Phó Thủ tướng phụ trách xây dựng cơ bản, Bộ trưởng Bộ Xây dựng.
- Phụ trách công tác quân sự:
  - Văn Tiến Dũng - Tổng Tham mưu trưởng Quân đội Nhân dân Việt Nam
  - Chu Huy Mân - Chủ nhiệm Tổng cục Chính trị.
- Phụ trách địa phương:
  - Lê Văn Lương - Bí thư Thành ủy Hà Nội
  - Võ Văn Kiệt - Bí thư Thành ủy kiêm Chủ tịch Ủy ban nhân dân Thành phố Hồ Chí Minh.

## Ban Bí thư
1. Lê Duẩn (Tổng Bí thư)
2. Lê Đức Thọ
3. Nguyễn Duy Trinh
4. Nguyễn Văn Linh
5. Tố Hữu
6. Xuân Thủy
7. Nguyễn Lam
8. Song Hào
9. Lê Quang Đạo
10. Trần Quốc Hoàn (bổ sung từ năm 1980)
11. Lê Thanh Nghị (bổ sung từ năm 1980)